# Mimetus melanoleucus
Mimetus melanoleucus là một loài nhện trong họ Mimetidae.
Loài này thuộc chi Mimetus. Mimetus melanoleucus được Cândido Firmino de Mello-Leitão miêu tả năm 1929.